# المؤتمر الوطني العام
المؤتمر الوطني العام في ليبيا، هو السلطة التشريعة في ليبيا منذ أن اُنْتُخِبَت في 7 يوليو 2012 خلال انتخابات جرت في 7 يوليو 2012 وتسلمه في 8 أغسطس 2012 السلطة من المجلس الوطني الانتقالي حيث انتهت مهامه في 7 فبراير 2014.
يتكون المؤتمر من 200 عضو. وفي 4 أغسطس 2014 قام نائب رئيس المؤتمر الوطني عز الدين العوامي المنتهية ولايته بتسليم السلطة التشريعة من قبل المؤتمر الوطني إلى مجلس النواب المنتخب في مدينة طبرق شرقي ليبيا. في 6 نوفمبر 2014، قضت المحكمة الدستورية العليا في ليبيا بعدم دستورية انعقاد جلسات مجلس النواب المنعقد في طبرق، وعدم دستورية الانتخابات التي أُجريت في يونيو 2014 وأفضت إلى تشكيله. وقد شكّل هذا الحكم نقطة تحول في الأزمة السياسية الليبية، إذ رفض مجلس النواب الامتثال للقرار واستمر في ممارسة مهامه من مقره في طبرق، بينما اعتبر المؤتمر الوطني العام في طرابلس أن الحكم يؤكد استمراره كسلطة تشريعية، مما عمّق حالة الانقسام المؤسسي في البلاد. 

## نقل السلطة
في حفل أقيم في 8 أغسطس 2012، نقل المجلس الوطني الانتقالي السلطة رسميا إلى المؤتمر الوطني العام. تنحى مصطفى عبد الجليل من منصبه كرئيس للدولة وسلم المنصب إلى أكبر عضو في المؤتمر محمد علي سالم.
وجرى بعد ذلك حل المجلس الوطني الانتقالي.وأدى أعضاء المؤتمر الوطني اليمين الدستورية برئاسة سالم.
تجمع مئات الأشخاص في ساحة الشهداء في طرابلس كرمز للمصالحة. والملاحظ أنه جرى اختيار يوم تسليم السلطة في تاريخ 20 رمضان في التقويم الهجري وهو اليوم الذي رمز إلى 20 رمضان من العام السابق وفيه هاجم جيش التحرير الوطني الليبي طرابلس مما أدى إلى هروب القذافي. وخاطب مصطفى عبد الجليل الحشود المجتمعة وردد الحضور مرارا «الله أكبر» أو «لن يضيع دم الشهداء!»
. واعتبر أول انتقال سلمي للسلطة في تاريخ ليبيا الحديث.

## عدد وتقسيم مقاعد المؤتمر
عدد المقاعد التي أقرها المجلس الانتقالي لكل ليبيا 200 مقعد
- عدد المقاعد المخصصة للنظام الفردي 120 مقعد
- عدد المقاعد المخصصة لنظام القوائم 80 مقعد

وقد وُزِّعَ إجمالي مقاعد المؤتمر الوطني العام على المناطق على النحو التالي:
ا
- المنطقة الغربية 100 مقعد
- المنطقة الشرقية 60 مقعد
- المنطقة الجنوبية 40 مقعد[15]

## مهام المؤتمر الوطني العام
1. يقوم المؤتمر بتعيين رئيس للوزراء، ويقوم رئيس الوزراء باقتراح أسماء أعضاء حكومته، على أن يحظوا جميعاً بثقة المؤتمر الوطني العام قبل مباشرة أعمالهم كحكومة مؤقتة.
2. يقوم المؤتمر بتعيين رؤساء الوظائف السيادية.
3. يقوم المؤتمر باختيار هيئة تأسيسية لصياغة مشروع دستور للبلاد تسمي الهيئة التأسيسية لصياغة الدستور، على أن تنتهي من تقديم مشروع الدستور للمؤتمر في مدة لا تتجاوز ستين يوماً من انعقاد اجتماعها الأول.
4. يقوم المؤتمر باعتماد مشروع الدستور، ويطرح للاستفتاء عليه بـ (نعم) أو (لا)، خلال ثلاثين يوماً من تاريخ اعتماده من قبل المؤتمر، فإذا وافق الشعب الليبي على الدستور بأغلبية ثلثي المقترعين، تصادق الهيئة التأسيسية على اعتباره دستور البلاد، ويعتمده المؤتمر الوطني العام. إذا لم يوافق الشعب الليبي على الدستور، تُكلف الهيئة التأسيسية بإعادة صياغته وطرحه مرة أخرى للاستفتاء خلال مدة لا تتجاوز ثلاثين يوماً.
5. يقوم المؤتمر بإصدار قانون الانتخابات العامة وفقاً للدستور خلال ثلاثين يوماً.
6. يشرف المؤتمر الوطني العام والحكومة المؤقتة على إعداد كل متطلبات عملية الانتخابات العامة التي تجري، خلال مائة وثمانين يوما من تاريخ صدور القوانين المنظمة لذلك بصورة ديمقراطية.

## وصلات خارجية
المؤتمر الوطني العام - الموقع الرئيسي